# 弗拉亚
弗拉亚（法語：Flayat，法語發音：[flaja]）是法国克勒兹省的一个市镇，属于欧比松区。

## 地理
弗拉亚（45°46'36"N, 2°22'56"E）面积43.53 平方千米，位于法国新阿基坦大区克勒兹省，该省份为法国中部省份，位于法國中央高原西北部，北起安德尔省和谢尔省，西接维埃纳省，南至科雷兹省，东临多姆山省，东北与阿列省接壤。
与弗拉亚接壤的市镇（或旧市镇、城区）包括：巴维尔、克罗、马勒雷、克罗附近圣阿尼昂、圣梅尔拉布勒耶、圣奥拉杜德希鲁兹、费尔诺埃勒、日亚。

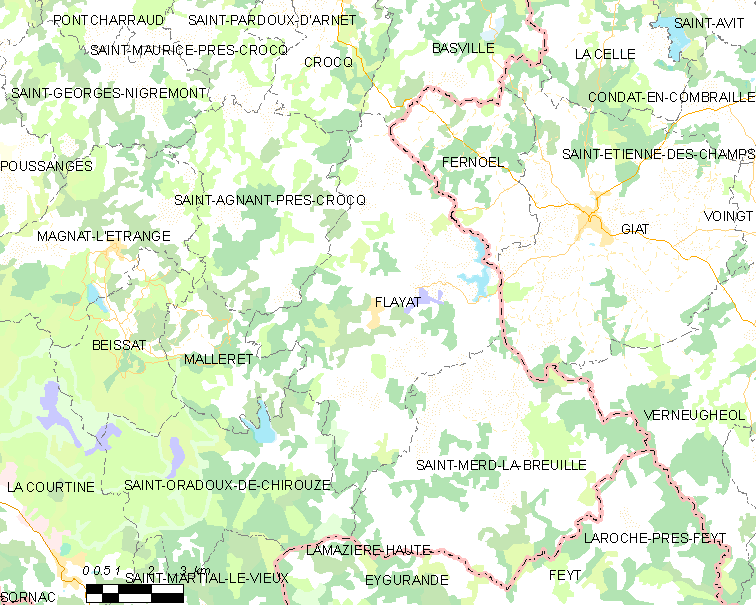
弗拉亚的OSM定位图

弗拉亚的时区为UTC+01:00、UTC+02:00（夏令时）。

## 行政
弗拉亚的邮政编码为23260，INSEE市镇编码为23081。

## 政治
弗拉亚所属的省级选区为欧藏斯县。

## 人口

1962-2008年间弗拉亚人口变化图示

弗拉亚于2022年1月1日时的人口数量为300人。